# Сидоряченська сільська рада
Сидоряченська сільська рада — колишній орган місцевого самоврядування у Котелевському районі Полтавської області з центром у селі Сидоряче.

## Населені пункти
Сільраді були підпорядковані населені пункти:
- c. Сидоряче
- с. Михайлівка Перша